# CD Uruapan
Der Club Deportivo Uruapan, kurz auch CD Uruapan oder CDU, ist ein mexikanischer Fußballverein aus der gleichnamigen Stadt Uruapan im Bundesstaat Michoacán.

## Historischer Verein
Zur Saison 1969/70 trat der damalige Club Deportivo Uruapan der seinerzeit noch drittklassigen Tercera División bei, in der er in einer ersten Phase bis zur Saison 1975/76 vertreten war und regelmäßig zu den weniger erfolgreichen Teams gehörte. Nach seinem freiwilligen Rückzug zum Ende der Saison 1975/76 trat der Verein zur Saison 1979/80 abermals der Tercera División bei und erzielte in seiner zweiten Spielzeit (1980/81) die Vizemeisterschaft dieser Liga. Als zu Beginn der Saison 1982/83 mit der Segunda División 'B' eine neue Liga geschaffen wurde, die den Rang einer dritten Liga erhielt, war die dem Namen nach drittklassige Tercera División damit de facto nur noch viertklassig. Der CD Uruapan wurde in die neue drittklassige Liga aufgenommen und erzielte in der Eröffnungssaison dieser Liga noch einmal die Vizemeisterschaft. Nach einem ersten Rückzug aus dem Profifußball am Ende der Saison 1987/88 kehrte der Verein zur Saison 1989/90 noch einmal in die Segunda División 'B' zurück, um sich danach erneut zurückzuziehen.

## Heutiger Verein
Unter derselben Bezeichnung wurde 2008 ein neues Franchise gegründet, um in der viertklassigen Tercera División zu spielen. Nach dem Gewinn dieser Liga in der Saison 2014/15 stieg die auch unter dem Spitznamen Piratas bekannte Mannschaft in die drittklassige Liga Premier auf, in der sie in der Saison 2015/16 vertreten war. Die Spielberechtigung in der Liga Premier war dem Verein allerdings nur unter Auflagen erteilt worden, weil er über kein adäquates Stadion verfügte. Weil sich an dieser Situation auch nach einem Jahr nichts geändert hatte, wurde die Fußballmannschaft aus der Liga zurückgezogen und trat in der Saison 2016/17 wieder in der Tercera División an. Die Spielberechtigung zur Teilnahme an der drittklassigen Liga Premier wurde verkauft und daraus die Titanes de Saltillo geformt. Der Lizenzverkauf schloss die Option eines Rückkaufs innerhalb eines Jahres ein, falls der CD Uruapan innerhalb dieser Zeit in den Besitz eines drittligatauglichen Stadions gelangen sollte. Daraus wurde jedoch nichts und so spielte der CD Uruapan auch in der Saison 2017/18 noch in der Tercera División, wo die Mannschaft bis ins Halbfinale vorstieß und dem späteren Meister Acatlán FC unterlag.

## Erfolge
- Meister der Tercera División: 2014/15